# 翅端黃歧脊沫蟬
翅端黃歧脊沫蟬（学名：Jembrana punctipennis）为尖胸沫蟬科歧脊沫蟬屬下的一个种。